# ماجستير مصغر في إدارة الأعمال
ماجستير إدارة الأعمال المصغر (Mini-MBA) هو عبارة عن دورة تدريبية قي مجال إدارة الأعمال وليس لها علاقة بالدراسات العليا، ويمكن أن يدرسها ي شخص دون أي شروط لأنها في الأساس كورس تدريبي يعزز المفاهيم الإدارية لدى الدارس في مجالات معينة.

## المواد الدراسية
يوجد مواد دراسية مكثفة وهي: 

### إدارة الذات
وفيه كيف يتم قياس الذات وتحليل مواطن القوة والضعف وتحفيز الذات باعتبار ان الإنسان هو العنصر الاساسي في الإدارة

### القيادة وإدارة التغيير
وفيه يتم دراسة صفات القائد وانماط وانواع القيادة والتطور التنظيمي للمنشأة.

### إدارة الموارد البشرية
في إدارة الموارد البشرية HR يتم دراسة وتحليل وتصميم الوظائف والمهام والواجبات والمسئوليات

### التسويق الابتكاري
فيه يتم دراسة وتحليل السوق ووضع الخطط التسويقية ووضع افكار ابتكارية في التسويق

### الإدارة الاستراتيجية
يتم دراسة الإدراة من منظور عام وتعريفاتها والمداخل والمفاهيم الخاصة في الإدارة ووصف المدير الاستراتيجي وماهي مهامة وتوضيح وشرح المستويات الادارية وانواع التخطيط الإداري والفرق بين الإدارة الاستراتيجية والإدارة العادية

## الفائدة
الفائدة من دورة الماجستير المصغر في الإدارة هو تعزيز المعلومات الإدارية ووضعها كملخص ونقاط لخلاصات الإدارة في هذه الدورة وسواء كان الدارس إداريا أو مبتدئ فإنه سيتعرف على علم الإدارة عن كثب.